# Альошечкін Сергій Анатолійович
Альо́шечкін Сергі́й Анато́лійович (нар. 28 вересня 1974, Токмак, Запорізька область) — український кіно- та телережисер, кінооператор, сценарист та актор.

## Життєпис
Брат кінорежисерів Олександра та В'ячеслава Альошечкіних.
1999 року закінчив Київський державний інститут театрального мистецтва (майстерня Юрія Іллєнка). Під час навчання зняв короткометражний фільм «Некропольці-2», що отримав приз від головного управління культури міста Києва на кінофестивалі «Відкрита ніч» у 1999 році.
Після закінчення навчання працював вантажником, вартовим, ковалем у музеї в Пирогові. Зіграв епізодичну роль Меншикова у фільмі Юрія Іллєнка «Молитва за гетьмана Мазепу». 2004 року зняв короткометражний містичний трилер «Говерла» (у головній ролі — Пилип Іллєнко), після чого був помічений телепродюсером Валентином Опалєвим. З 2005 по 2014 роки працював на телебаченні, був режисером майже двох десятків телевізійних фільмів і серіалів українського та російського виробництва.

### «Морена»
2016 року розпочав роботу над першим власним повнометражним кінопроєктом — горором «Морена» (за власними словами, з дитинства мріяв знімати фільми жахів). 2017 року проєкт став одним із переможців Дев’ятого конкурсного відбору Держкіно та отримав державну фінансову підтримку розміром 19,3 млн грн, що складало 50% загального кошторису. Зйомки відбулися у серпні 2017 року: Сергій Альошечкін виступив режисером, автором сценарію та оператором стрічки. Виробництво було завершене у жовтні 2018, проте вихід у прокат затягнувся. Прем'єра «Морени» відбулася 22 червня 2024 року на фестивалі глядацького кіно Миколайчук OPEN у Чернівцях. Картина викликала фурор серед глядачів. Вже у серпні «Морена» здобула головну премію від Tokyo Horror Film Festival. У грудні стрічка вийшла у широкий прокат в Україні.

### «Ідеальний друг»
16 червня 2025 на фестивалі Миколайчук Open відбувся спеціальний передпрем'єрний показ короткометражного фільму у жанрі sci-fi «Ідеальний друг», режисером, оператором і співавтором сценарію якого виступив Сергій Альошечкін. Стрічка вперше в історії українського кіно досліджує тему штучного інтелекту. Промо-продюсер FILM.UA Дмитро Майстренко назвав картину «одним із кращих українських короткометражних sci-fi» та порівняв із культовим серіалом «Чорне дзеркало».
Світова прем'єра запланована у 2025 році.

## Фільмографія
| Рік  | Тип                    | Назва                                                       | Зазначений у титрах як | Зазначений у титрах як | Зазначений у титрах як | Зазначений у титрах як | Примітки                                    |
| Рік  | Тип                    | Назва                                                       | Режисер                | Сценарист              | Оператор               | Актор                  | Примітки                                    |
| ---- | ---------------------- | ----------------------------------------------------------- | ---------------------- | ---------------------- | ---------------------- | ---------------------- | ------------------------------------------- |
| 1998 | короткометражний фільм | Некропольці-2                                               | Так                    | Н/Д                    | Н/Д                    | Н/Д                    |                                             |
| 2001 | повнометражний фільм   | Молитва за гетьмана Мазепу                                  | Ні                     | Ні                     | Ні                     | Так                    | Зіграв роль другого плану                   |
| 2001 | короткометражний фільм | SOS – Служба оперативного спасіння                          | Так                    | Н/Д                    | Н/Д                    | Н/Д                    |                                             |
| 2004 | короткометражний фільм | Говерла                                                     | Так                    | Так                    | Так                    | Н/Д                    | Містичний трилер                            |
| 2005 | телесеріал             | Зцілення коханням                                           | Так                    | Ні                     | Ні                     | Ні                     | Мелодрама                                   |
| 2005 | телесеріал             | Право на кохання (рос. Право на любовь)                     | Так                    | Ні                     | Ні                     | Ні                     | Мелодрама, українсько-російська копродукція |
| 2006 | телесеріал             | П'ять хвилин до метро                                       | Так                    | Ні                     | Ні                     | Ні                     | Мелодрама                                   |
| 2006 | телесеріал             | Вовчиця (рос. Волчица)                                      | Так                    | Ні                     | Ні                     | Ні                     | Мелодрама, українсько-російська копродукція |
| 2008 | телесеріал             | Ще один шанс                                                | Так                    | Ні                     | Ні                     | Ні                     | Мелодрама                                   |
| 2008 | телевізійний фільм     | День залежності                                             | Так                    | Ні                     | Ні                     | Ні                     | Детектив                                    |
| 2009 | телевізійний фільм     | Будинок для двох                                            | Так                    | Ні                     | Ні                     | Ні                     | Мелодрама                                   |
| 2009 | телесеріал             | Зовсім інше життя                                           | Так                    | Ні                     | Ні                     | Ні                     | Мелодрама                                   |
| 2010 | телесеріал             | Зозуля                                                      | Так                    | Ні                     | Ні                     | Ні                     | Мелодрама                                   |
| 2011 | телесеріал             | Нехай говорять                                              | Так                    | Ні                     | Ні                     | Ні                     | Мелодрама                                   |
| 2011 | телесеріал             | Ліки для бабусі                                             | Так                    | Ні                     | Ні                     | Ні                     | Мелодрама                                   |
| 2012 | телесеріал             | Якби я була цариця... (рос. Кабы я была царица...)          | Так                    | Ні                     | Ні                     | Ні                     | Мелодрама, російське виробництво            |
| 2012 | телевізійний фільм     | Алібі-надія, алібі-любов (рос. Алиби-надежда, алиби-любовь) | Так                    | Ні                     | Ні                     | Ні                     | Мелодрама, детектив, російське виробництво  |
| 2012 | телевізійний фільм     | Пізнє кохання (рос. Поздняя любовь)                         | Так                    | Ні                     | Ні                     | Ні                     | Мелодрама, російське виробництво            |
| 2013 | телесеріал             | Просте життя (рос. Простая жизнь)                           | Так                    | Ні                     | Ні                     | Ні                     | Мелодрама, російське виробництво            |
| 2014 | телесеріал             | Неспокійна дільниця (рос. Беспокойный участок)              | Так                    | Ні                     | Ні                     | Ні                     | Детектив, російське виробництво             |
| 2024 | повнометражний фільм   | Морена                                                      | Так                    | Так                    | Так                    | Ні                     | Фільм жахів                                 |
| 2025 | короткометражний фільм | Ідеальний друг                                              | Так                    | Так                    | Так                    | Ні                     | Наукова фантастика                          |